# Хагборг, Август
Вильгельм Николаус Август Хагборг швед. Vilhelm Nikolaus August Hagborg; 26 мая 1852[…], приход Кафедрального собора Гётеборга — 30 апреля 1921[…], Париж) — шведский художник.

## Биография
Сын приват-доцента из Гётеборга. Вопреки желанию родителей решил посвятить себя искусству, а не наукам. В 1872—1874 год учился в Шведской королевской академии изящных искусств в Стокгольме. В 1875 году отправился в Париж, чтобы завершить свое обучение. В дальнейшем проживал в основном в Париже.
Хагборг был постоянным участником Парижского салона с 1876 по 1909 год. В 1878 картина Хагборга «Рыбак с дочерью» экспонировалась на Всемирной выставке. В 1885 году Хагборг, к тому времени уже довольно известный и авторитетный художник, на некоторое время вернулся в Швецию, где поддержал художественную группу «Оппонентерна» (аналог российских Передвижников) в её противостоянии с Академией, и женился на 18-летней шведке Герде Кристине Гетберг (1863—1934), после чего, вместе с молодой женой, снова уехал в Париж.
В Париже Хагборг прожил до 1909 года, регулярно посещая Швецию, в основном летом, для работы на пленэре. После 1909 года, наоборот, жил в основном в Швеции, но регулярно продолжал бывать в Париже. Скончался в Париже в 1921 году; прах был захоронен в Швеции.
Писал Хагборг преимущественно пейзажи (в особенности пейзажи морских побережий) и жанровые сцены из жизни рыбаков, а также портреты и исторические сцены. Уже при жизни художника одна из его работ была куплена королём Швеции Оскаром II для собственной коллекции, другая приобретена парижским Люксембургским музеем.
Сегодня картины Хагборга хранятся в коллекциях Национального музея Швеции в Стокгольме, Гётеборгского художественного музея, а также в частных собраниях.

## Галерея

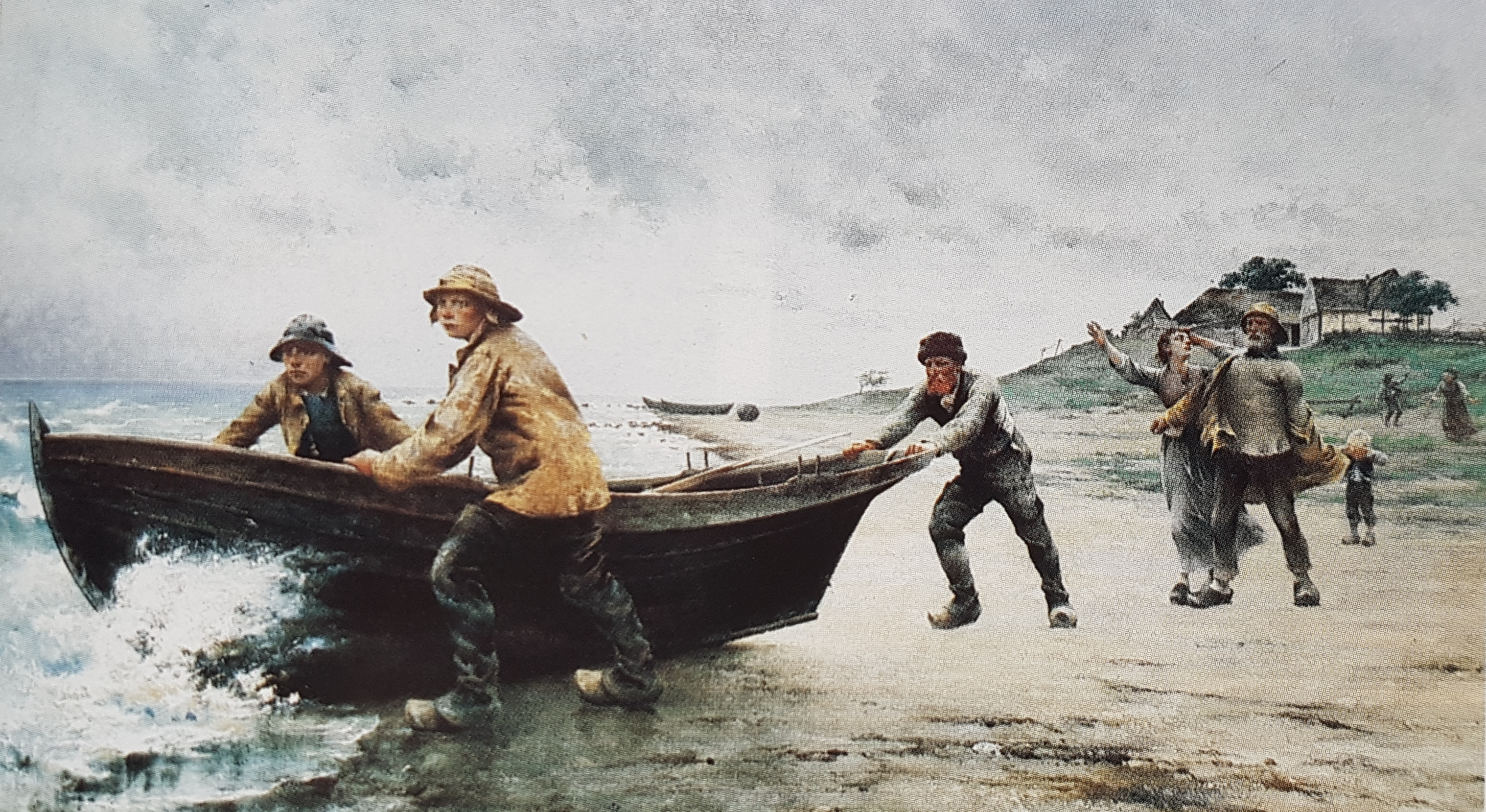
Спасательная шлюпка
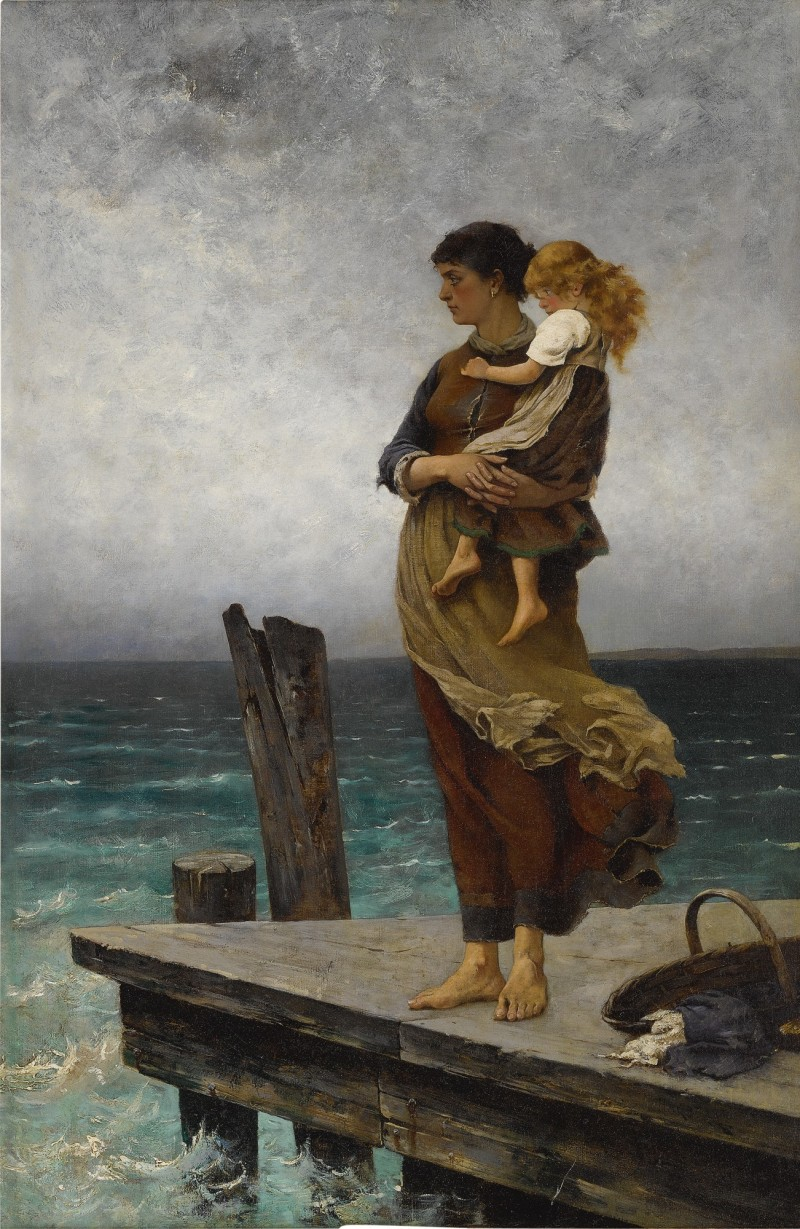
Ожидание
Рыбак (этюд)
Освящение рыбачьей шхуны
Портрет Андерса Цорна
Море на закате
Молодой рыбак (этюд)
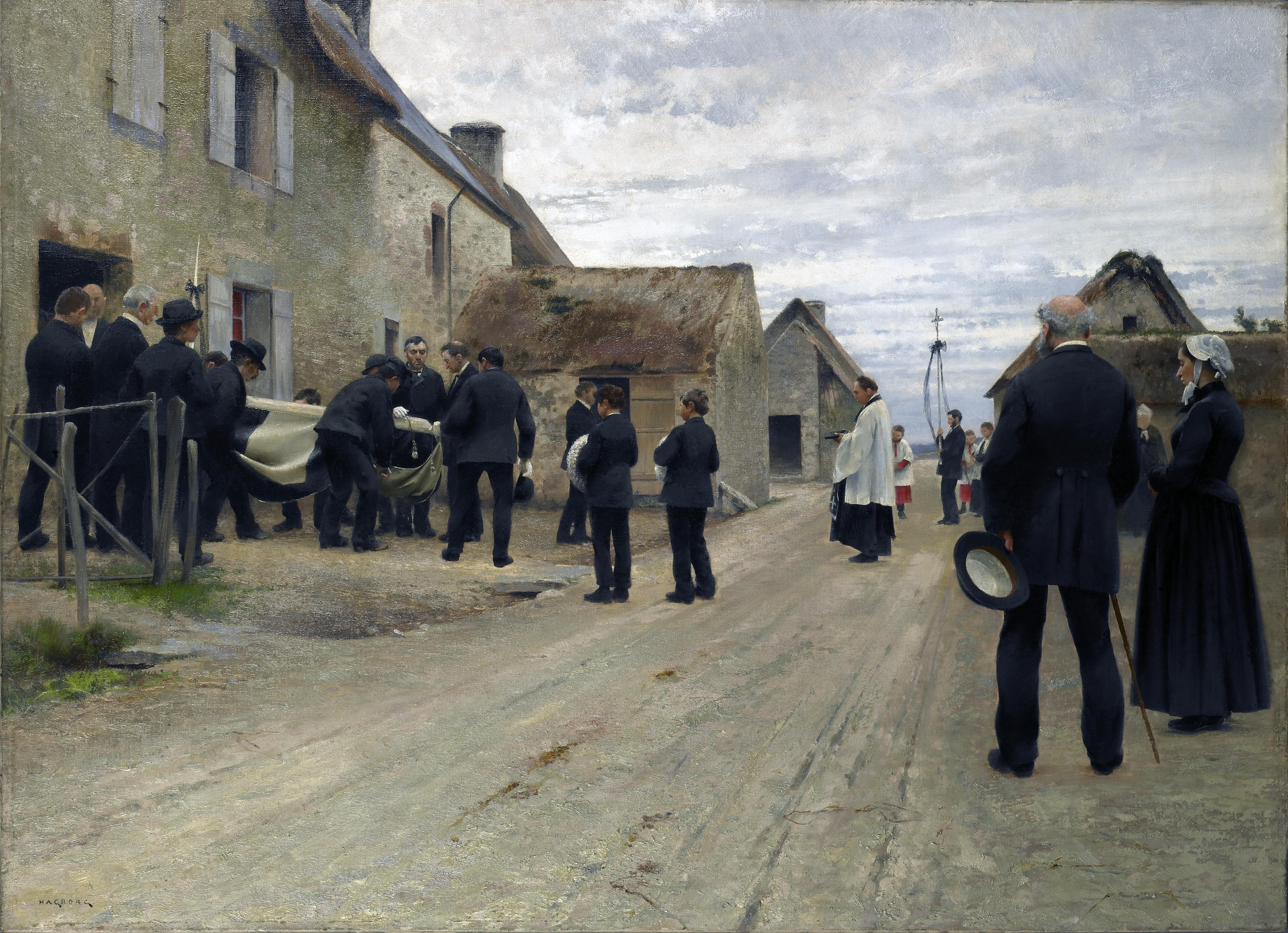
Похороны в нормандской деревне на берегу Ла-Манша
У свежей могилы
Молодая рыбачка
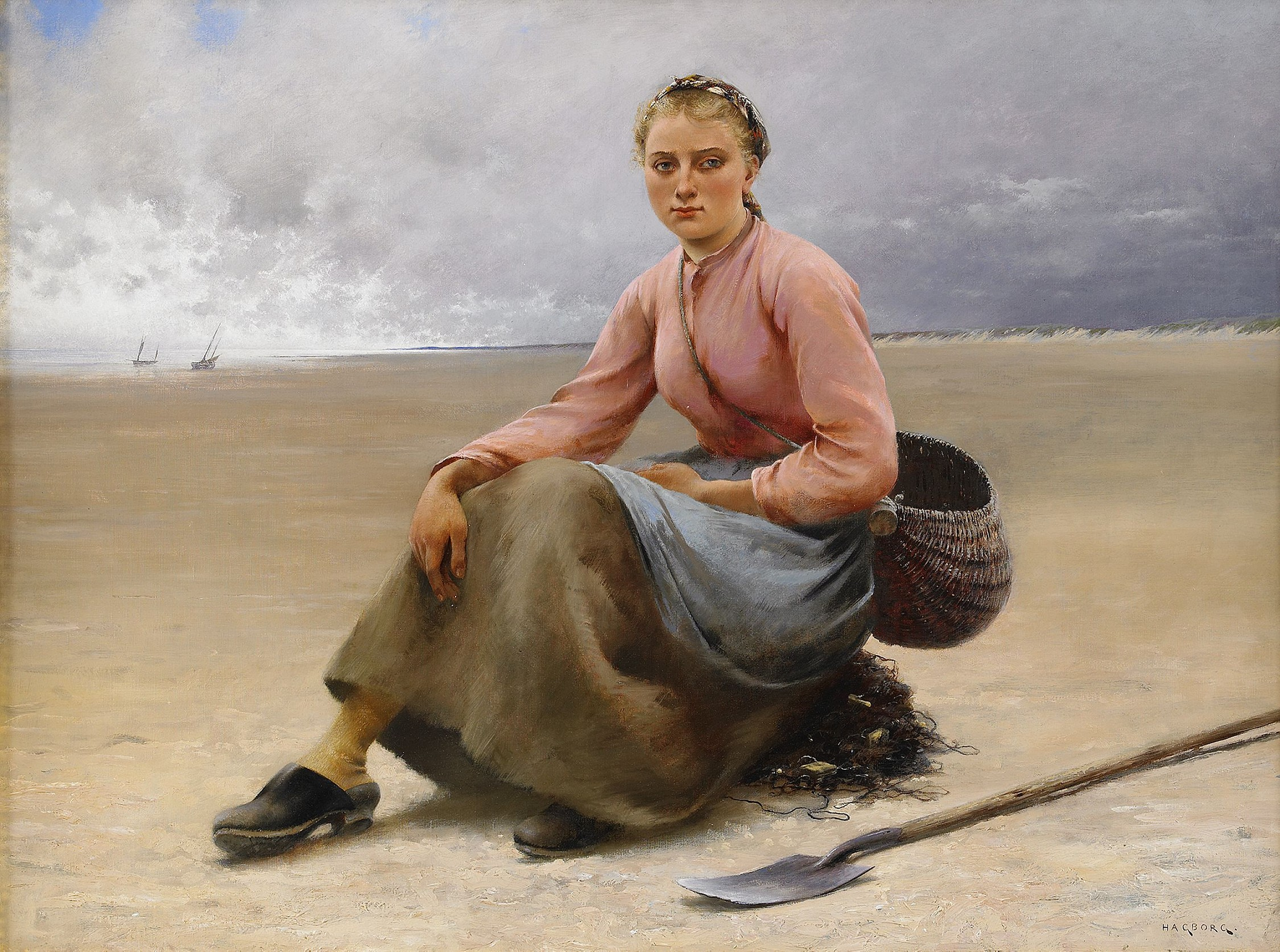
Рыбачка на берегу моря
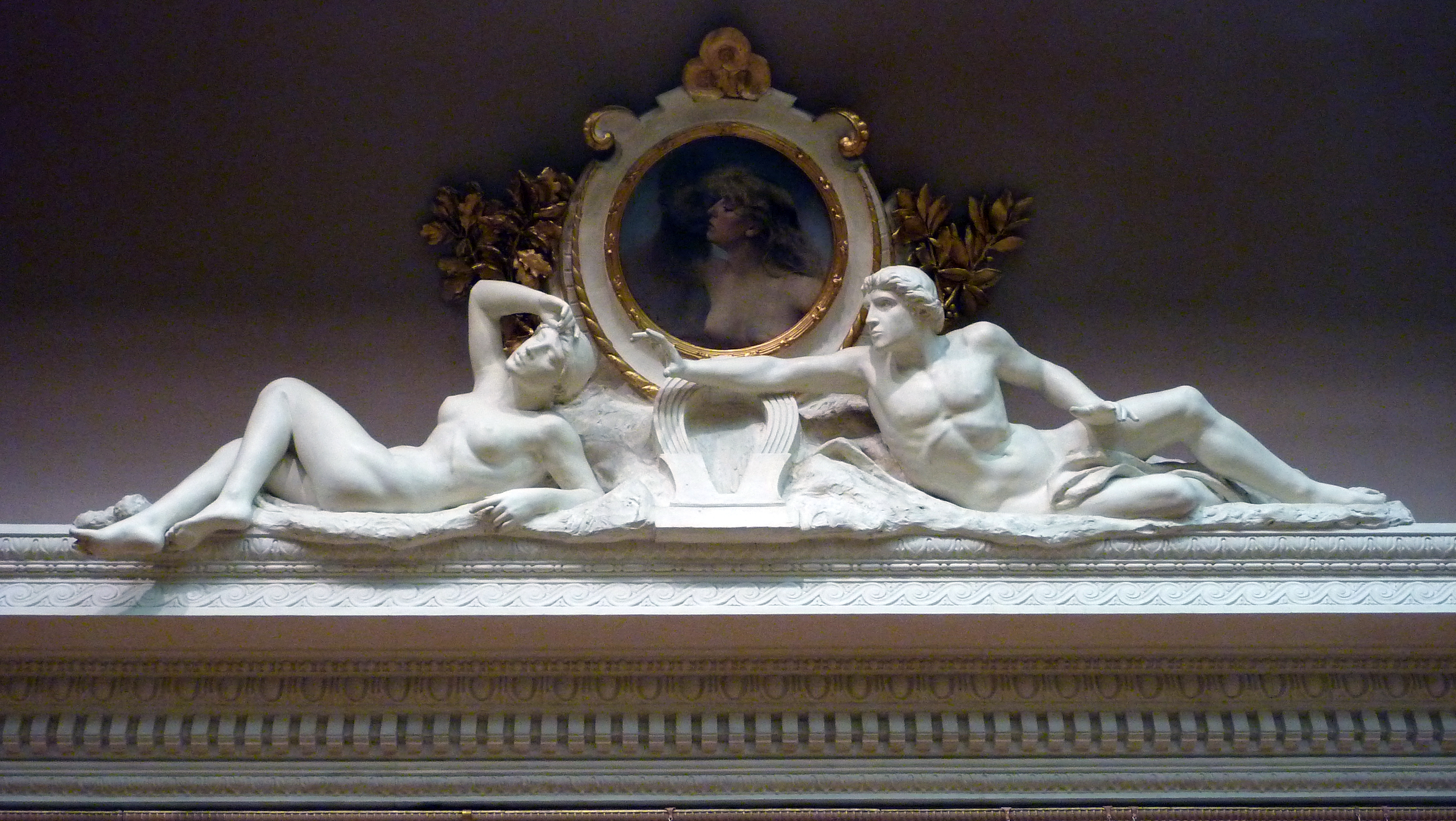
Композиция «Магнетизм» (фрагмент внутреннего декора Гётеборгского художественного музея). Скульптуры  — Пер Хассельберг; картина в медальоне — Август Хагборг